# David Broza

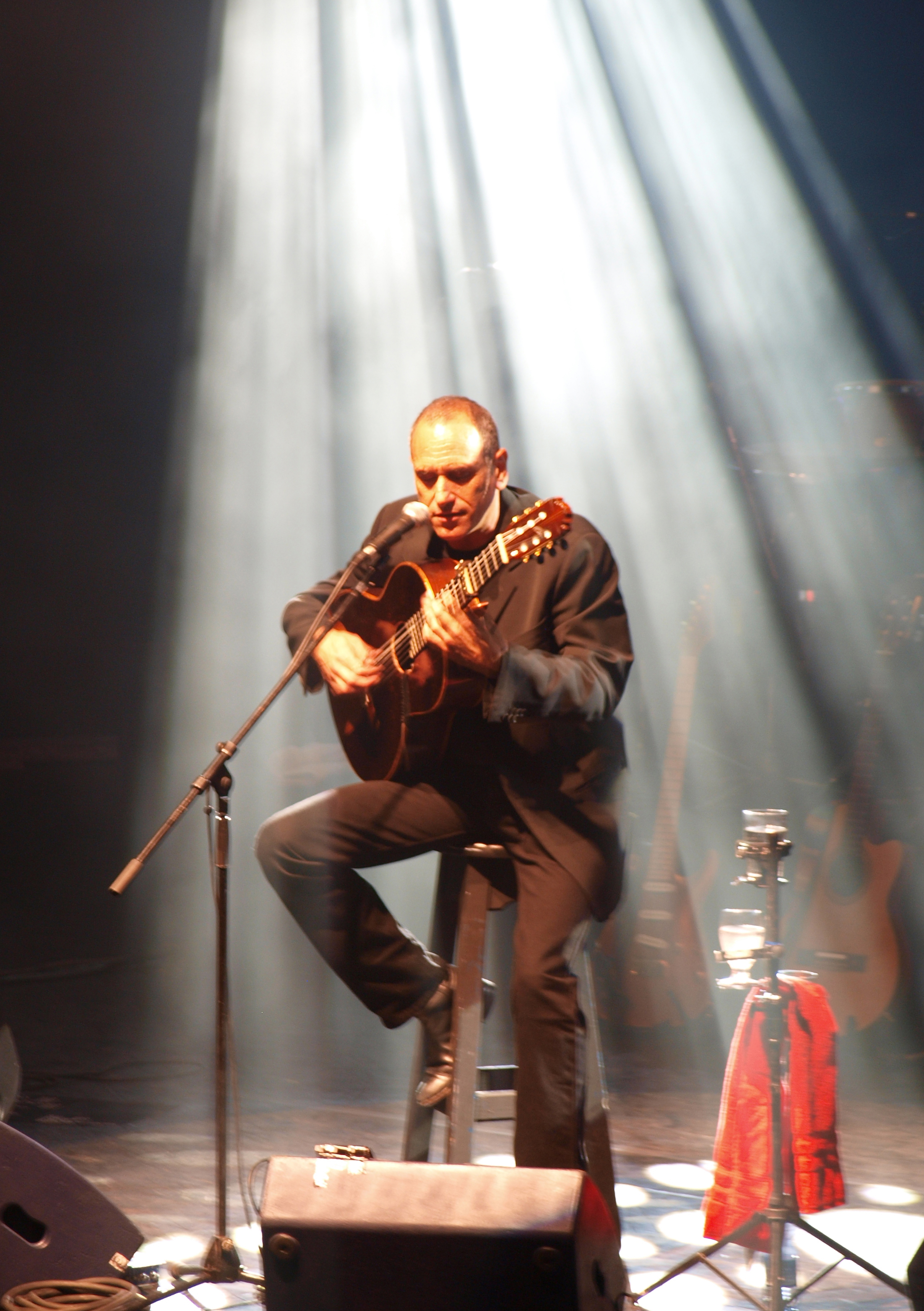
David Broza (Tel Aviv 2009)

David Broza (hebräisch דויד ברוזה‎; * 4. September 1955 in Haifa) ist ein israelischer Singer und Songwriter.

## Leben und Karriere
Brozas Karriere als Musiker begann während seines dreijährigen Militärdienstes, als er für eine Finanzspritze in Cafés und Bars spielte und ein Demoband aufnahm. Sein Titel Somehow wurde zum Superhit und seine Musikerkarriere nahm ihren Lauf. Es folgten zahlreiche Alben, Singles und Zusammenarbeit zum Beispiel mit jüdischen Musikern oder ein Live-Duett mit dem Ex-The-Police-Frontmann Sting.
Er brachte diverse Gold- und Platinalben heraus und ist etablierter UNICEF-Botschafter. Sein musikalischer Stil lässt sich größtenteils als Folk-Pop mit Einschüben aus dem Alternative Rock definieren.
Der Israeli Broza ist ein Weltenbummler und lässt seine kulturellen Erfahrungen auch in seine Musik miteinfließen. Dazu gehören Einflüsse irischer, vor allem aber auch spanischer Musik und Texte. Bis 2006 sind 19 Alben und zwei Doppel-DVDs erschienen.
David Broza ist Mitgründer des Friedensdorfes Neve Shalom/Wahat al-Salam.

## Diskografie

### Alben
- 1978: David & Jonathan (mit Yehonatan Geffen)
- 1982: Klaf
- 1983: La Mujer Que Yo Quiero
- 1984: Broza
- 1991: Stolen Kiss
- 1992: David Broza
- 1994: Elements Of Love
- 1994: Second Street
- 1996: Big Secrets
- 1999: Massada 99-Starting To Breath
- 2000: Isla Mujeres
- 2002: It’s All Or Nothing
- 2004: Parking Completo
- 2006: Songs Of Our Beloved Land
- 2006: Israeli Love
- 2010: Night Dawn: The Unpublished Poetry Of Townes Van Zandt
- 2014: East Jerusalem/West Jerusalem
- 2015: Andalusian Love Song
- 2018: The Golden Ring
- 2020: En Casa Limon
- 2022: Tefila
- 2023: La Mujer Que Yo Quiero

### Live-Alben
- 1993: Massada Live
- 2006: Broza 5 Live (Videoalbum)
- 2007: Live In Massada (Videoalbum)

### Kompilationen
- 1990: First Collection
- 2004: The Best

### Singles (Auswahl)
- 1978: ברקים ורעמים (mit Yehonatan Geffen)
- 1978: ריבים קטנים (mit Yehonatan Geffen)
- 1980: יהיה טוב
- 1983: סיגליות
- 1983: האשה שאתי
- 1991: בצהרי יום (mit Meir Ariel)
- 1991: מתחת לשמיים
- 2020: Tears for Barcelona
- 2021: סוסים יפים (mit Tomer Yeshayahu)
- 2023: סיגליות (mit Omer Adam)